# شفيق المعلوف

يوجد اختلاف في تاريخ وفاته في هذه الصفحة في مكان: 1977/ و في مكان آخر: 1986/ فليتنبه.
شفيق عيسى المعلوف (1905 - 1977) أحد أبرز شعراء المهجر. أحد مؤسسي العصبة الأندلسية بالبرازيل، وواحد من كبار شعراء العصر ومن أفضلهم، بل هو «صاحب الراية العليا» كما يقول فيه أمين نخلة. وهو النجل الثاني لشيخ أدباء العصر عيسى اسكندر المعلوف.
ولد في زحلة عام 1905 ودرس في الكلية الشرقية فيها. وتولى، وهو فتى، رئاسة تحرير جريدة ألف باء في دمشق لمدة 3 سنوات (1923 - 1925). كما حرر زاوية «مباءة نحل» يوقعها تارة بإمضاء «زحلة» وطوراً بإمضاء «فتى غسان». ولاحقاً استخدم «أندلسي» و«مـُتعب». ثم نزح إلى البرازيل، ملتحقاً في مدينة سان باولو بأخيه فوزي المعلوف وبأخواله ميشال المعلوف وقيصر المعلوف وجورج المعلوف، وكلهم شعراء، وتعاطى فيها التجارة والأعمال.

## وصلات خارجية
- بوابة الشعراء - ديوان شفيق المعلوف